# Хумљани
Хумљани су насељено место у саставу општине Чачинци, Вировитичко-подравска жупанија, Република Хрватска.

## Историја
До територијалне реорганизације у Хрватској налазили су се у саставу старе општине Ораховица.

## Становништво
На попису становништва 2011. године, Хумљани су имали 129 становника.

## Попис1991.
На попису становништва 1991. године, насељено место Хумљани је имало 235 становника, следећег националног састава:
| Попис 1991.‍  | Попис 1991.‍  | Попис 1991.‍ | Попис 1991.‍ | Попис 1991.‍ |
| ------------ | ------------ | ----------- | ----------- | ----------- |
|              |              |             |             |             |
| Хрвати       | Хрвати       |             | 177         | 75,31%      |
| Мађари       | Мађари       |             | 19          | 8,08%       |
| Југословени  | Југословени  |             | 16          | 6,80%       |
| Срби         | Срби         |             | 6           | 2,55%       |
| Словенци     | Словенци     |             | 1           | 0,42%       |
| неопредељени | неопредељени |             | 12          | 5,10%       |
| регион. опр. | регион. опр. |             | 1           | 0,42%       |
| непознато    | непознато    |             | 3           | 1,27%       |
| укупно: 235  |              |             |             |             |